# Amazonien-Mazama

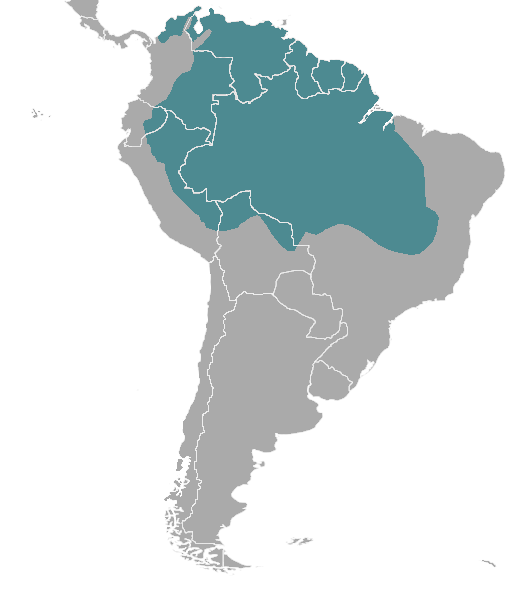
Das Verbreitungsgebiet des Amazonien-Mazamas nach Angaben der IUCN

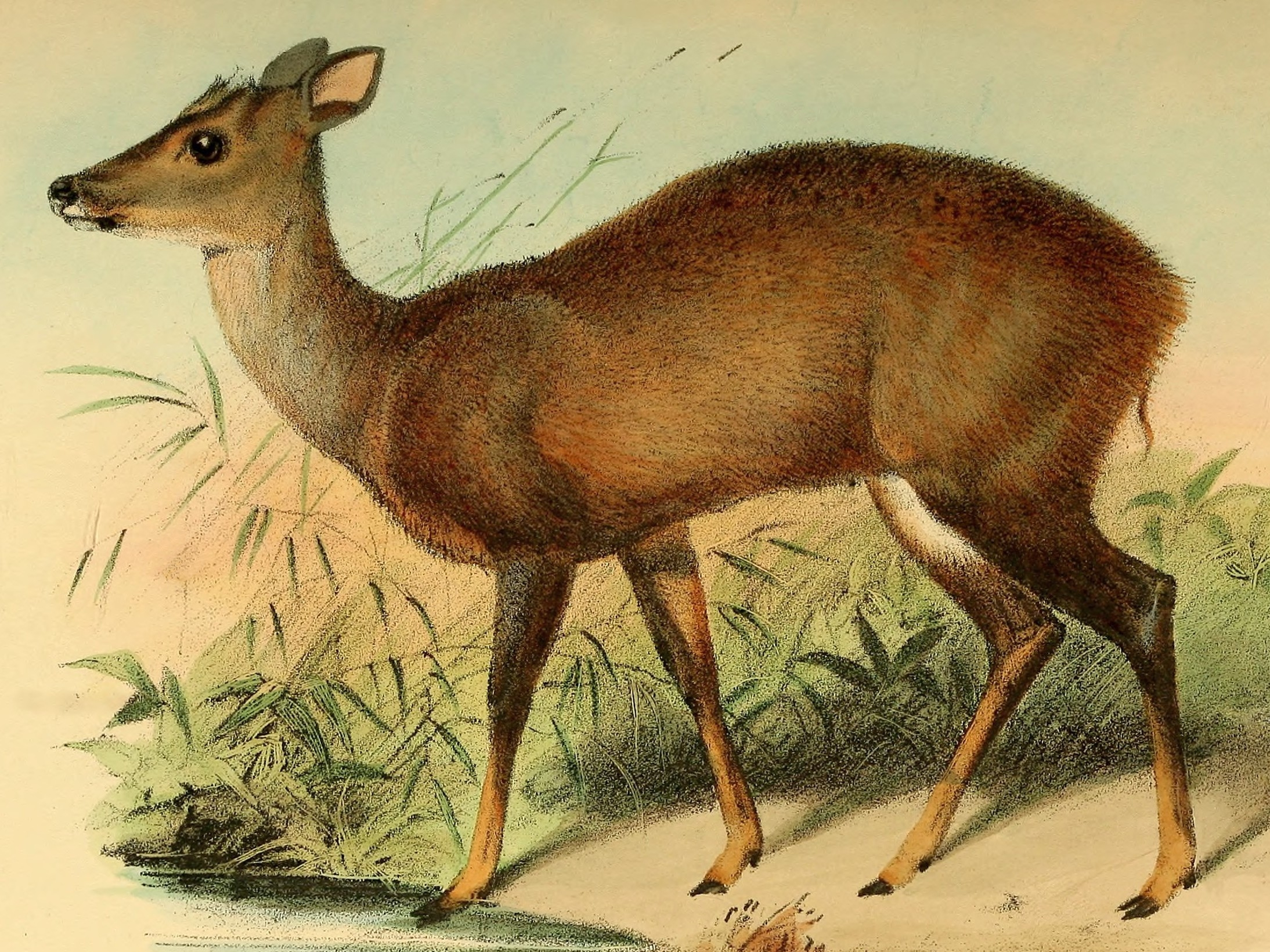
Amazonien-Mazama, Zeichnung von Joseph Wolf

Der Amazonien-Mazama (Passalites nemorivagus, auch Mazama nemorivaga) ist eine Art aus der monotypischen Gattung Passalites, die im nördlichen Südamerika im brasilianischen Amazonasbecken, in den zu Kolumbien, Ecuador und Peru gehörenden Teilen des Amazonasbeckens, in Venezuela im Stromgebiet der rechten Nebenflüsse des Orinocos sowie in den Bundesstaaten Aragua, Carabobo, Falcón, Lara und Zulia an der Karibikküste, in Guyana, Suriname und Französisch-Guyana, an der Karibikküste Kolumbiens und auf der panamaischen Insel Isla de San José vorkommt. Ob es auch Populationen des Amazonien-Mazamas im bolivianischen Bereich des Amazonasbeckens gibt, ist ungewiss.

## Merkmale
Der Amazonien-Mazama ist ein kleiner bis mittelgroßer Spießhirsch. Er erreicht eine Kopf-Rumpf-Länge von 75 bis 100 cm, eine Schulterhöhe von etwa 50 cm und ein Körpergewicht von 14 bis 16 kg. Der Schwanz hat eine Länge von 6 bis 11 cm. Das spießartige, unverzweigte Geweih der Männchen erreicht eine Länge von 3 bis 11 cm. Die Fellfarbe ist auf dem Rücken dunkelbraun, an den Körperseiten eher hellbraun. Die Zahnreihen der Art sind sehr kurz. Vom Graumazama (Subulo gouazoubira), als dessen Unterart der Amazonien-Mazama früher eingestuft wurde, kann der Amazonien-Mazama durch die schokoladenbraune Tönung des hinteren Rumpfbereichs und der Schwanzoberseite, die kleineren, zugespitzten Ohren und die größeren Augen unterschieden werden. Der Amazonien-Mazama besitzt einen diploiden Chromosomensatz von 2n = 66-70.

## Lebensraum und Lebensweise
Der Amazonien-Mazama lebt in tropischen Regenwäldern, meidet aber überflutete Wälder (Igapó-Wald und Várzea). In Kolumbien wurde die Anwesenheit der Art bis in einer Höhe von 500 Metern nachgewiesen, in Peru bis in Höhen von 1500 Metern dokumentiert. In den Küstenregionen von Venezuela lebt sie in trockenen Laubwäldern und wüstenartigem Buschland. Der Amazonien-Mazama ist vorwiegend tagaktiv, möglicherweise in der Nacht aber aktiver als andere Spießhirscharten. Er ernährt sich als „Selektierer“ vor allem von Früchten, z. B. von Euterpe, Iriartea deltoidea, Sapotengewächsen, Annonengewächsen, Brosimum, Inga, Maripa, Topffruchtbaumgewächsen, Maulbeergewächsen, Johannisbrotgewächsen und Clusiaceen. Außerdem werden Blätter, Sprossen und andere Pflanzenbestandteile verzehrt. Der Amazonien-Mazama lebt einzelgängerisch oder paarweise und ist revierbildend. Ihre Territorien markieren die Tiere mit Kot, Urin oder dem Sekret aus den Augendrüsen. Amazonien-Mazamas haben keine eng begrenzte Fortpflanzungszeit, sondern balzen, paaren sich und gebären während der meisten Monate des Jahres. Zu jeder Zeit sind etwa die Hälfte aller beobachteten Weibchen trächtig. Es wird jeweils ein einzelnes Jungtier geboren. Zwillingsgeburten wurden nie dokumentiert.

## Systematik
Der Amazonien-Mazama wurde 1817 durch den französischen Zoologen Frédéric Cuvier als Cervus nemorivaga erstmals wissenschaftlich beschrieben. Die Terra typica ist die Umgebung von Cayenne, die Hauptstadt von Französisch-Guayana. Später wurde der Amazonien-Mazama in die Gattung der Spießhirsche (Mazama) eingeordnet. Die Systematik der neotropischen Hirsche (Odocoileini) ist jedoch sehr problematisch. Der Amazonien-Mazama, der Kleinstmazama (Mazama chunyi) und der Graumazama (Subulo gouazoubira) sind molekulargenetischen Untersuchungen zufolge näher mit dem Sumpfhirsch (Blastocerus dichotomus), den Andenhirschen (Hippocamelus), dem Pampashirsch (Ozotoceros bezoarticus) und dem Südpudu (Pudu puda) verwandt als mit den übrigen Spießhirscharten. Im Jahr 2023 wurde der Amazonien-Mazama daher in die Gattung Passalites verschoben. Diese war bereits im Jahr 1841 von Constantin Wilhelm Lambert Gloger eingeführt worden, wobei er für diese als Trivialnamen „Spießrehe“ angab.
Gutiérrez und Mitarbeiter stellten in ihrer Untersuchung zur Taxonomie der amerikanischen Hirscharten fest, dass sich die Populationen des Amazonien-Mazama aus dem Bergland von Guayana und die aus Brasilien und Peru in ihrer mitochondrialen DNA zu 5,9 % unterscheiden. Für Groves und Grubb steht die Bezeichnung Mazama nemorivaga nur für die Spießhirsche der drei Guyanas, des Südostens von Venezuela und des Nordens von Brasilien, während sie für die übrigen Spießhirschpopulationen des nördlichen Südamerikas eigenständige Arten postulieren (nördliches Venezuela Mazama cita Osgood, 1912; südöstliches Kolumbien und westliches Ecuador Mazama murelia J. A. Allen, 1915; nördliches Kolumbien Mazama sanctaemartae J. A. Allen, 1915; Isla de San José Mazama permira Kellogg, 1946; südliches Amazonasbecken Mazama superciliaris Gray, 1852).

## Gefährdung
Der Amazonien-Mazama ist nach Angaben der IUCN nicht gefährdet. Das Verbreitungsgebiet ist relativ groß, die Populationen sind bisher nur wenig fragmentiert und die Tiere kommen in einigen Schutzgebieten vor. Bedrohungen für die Art stellt der Verlust von Lebensräumen dar. Im Süden des Amazonasgebietes, im sogenannten Bogen der Entwaldung, verschwinden die für die Art geeigneten Lebensräume immer mehr. Eine hohe Mortalitätsrate der Kleinhirsche in diesen Gebieten deutet darauf hin, dass durch die auf den entwaldeten Gebieten grasenden Rinder auch Parasiten oder Krankheitserreger übertragen werden. Die Bejagung scheint dagegen keine größere Rolle als Bedrohung für den Bestand des Amazonien-Mazama zu spielen.